# Bayou LOurse, Louisiana
Bayou LOurse, Louisiana (енгл. Bayou LOurse) насељено је место без административног статуса у америчкој савезној држави Луизијана.

## Демографија
По попису из 2010. године број становника је 1.978.
| Група             | 2000.    | 2010.         |
| Белци             | 0 (0,0%) | 1.729 (87,4%) |
| Афроамериканци    | 0 (0,0%) | 43 (2,2%)     |
| Азијати           | 0 (0,0%) | 23 (1,2%)     |
| Хиспаноамериканци | 0 (0,0%) | 104 (5,3%)    |
| Укупно            | 0        | 1.978         |